# Charmus
Charmus es un género de escorpiones de la familia Buthidae descrito por el aracnólogo Ferdinand Karsch-Haack en 1879.

## Especies
Los siguientes son los nombres científicos de las diferentes especies que componen el género Charmus; a la derecha de estos están los apellidos de sus descubridores y el año en que fueron descubiertas.
- C. brignolii, Lourenço, 2000;
- C. indicus, Hirst, 1915;
- C. laneus, Karsch, 1879;
- C. sinhagadensis, Tikader & Bastawade, 1983.

- Datos: Q2961123
- Multimedia: Charmus / Q2961123